# Heinfels
Heinfels è un comune austriaco di 995 abitanti nel distretto di Lienz, in Tirolo. È stato istituito nel 1974 con la fusione dei comuni soppressi di Panzendorf e Tessenberg, il capoluogo comunale è Panzendorf.

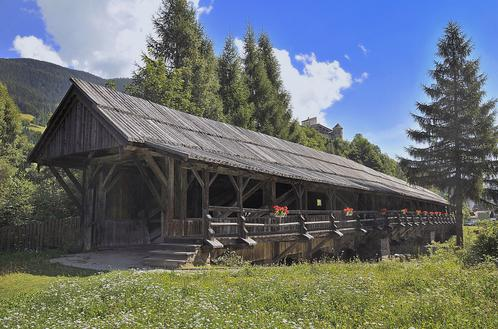
Il Bannbrücke

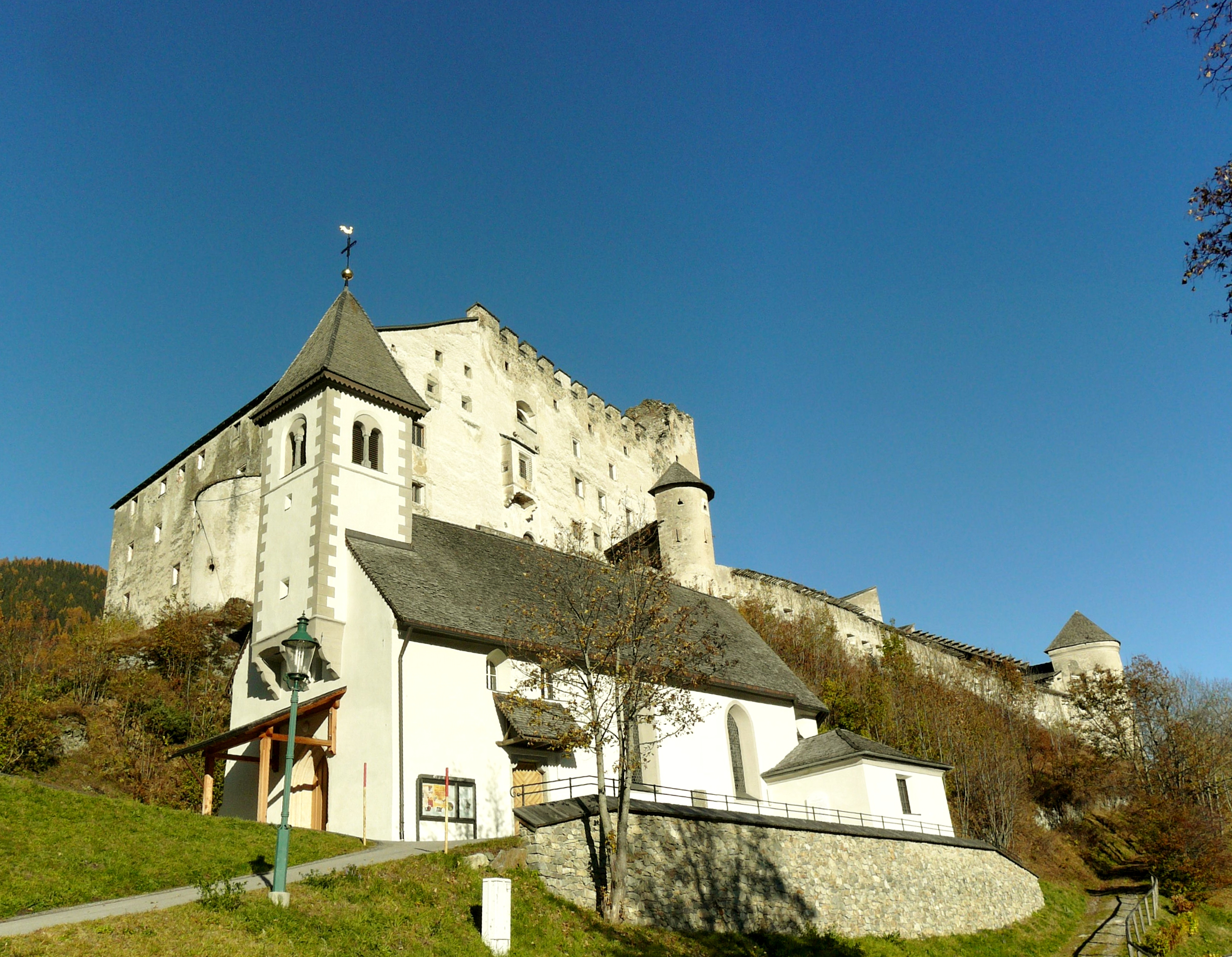
Il castello di Heinfels

Presso Heinfels si trova un antico ponte in legno, conosciuto come Bannbrücke (o anche "Punnbrugge"). Domina invece il paese, il castello di Heifels (in tedesco Burg Heinfels), ai cui piedi giace una piccola chiesa dedicata ai Santi Pietro e Paolo.
Heinfels è la base degli impianti di risalita alle piste sciistiche di Sillian.